# Mănăstirea Podmaine
Mănăstirea Podmaine (în sârbă Манастир Подмаине, cu alfabetul latin: Manastir Podmaine), numită și Mănăstirea Podostrog (în sârbă Манастир Подострог), este o mănăstire ortodoxă sârbă construită în secolul al XV-lea de familia nobiliară Crnojević în zona Podmaine din apropierea orașului Budva, Zeta (actualul Muntenegru). Mănăstirea are două biserici: biserica mai mică și mai veche (cu hramul Adormirea Maicii Domnului) a fost construită de familia nobiliară Crnojević în secolul al XV-lea, în timp ce biserica mai mare (cu hramul Sfânta Petka) a fost construită în 1747.

## Etimologie
Numele Podmaine (Pod-Maine) înseamnă „sub Maine”. Maine este un cătun care a fost locuit de un trib albanez omonim care-și întindea stăpânirea asupra unui teritoriu aflat la poalele muntelui Lovćen, între Mănăstirea Stanjevići și orașul Budva. Mănăstirea era locul de adunare al tribului Maine, care organiza întâlniri în mod tradițional în ziua sărbătorii Sfântului Gheorghe.

## Istoric
Anul exact al înființării mănăstirii nu este cunoscut. Biserica mai mică (cu hramul „Adormirea Maicii Domnului”) a fost construită în secolul al XV-lea și reconstruită în 1630, în timp ce biserica mai mare (cu hramul „Sfânta Petka”) a fost construită în 1747.
Mănăstirea Podmaine (numită în unele lucrări și Mănăstirea Podostrog) a servit ca reședință de vară a prinților episcopi din familia Petrović. Mitropolitul Danilo I Petrović-Njegoš a murit în 11 ianuarie 1735 la Mănăstirea Podmaine și a fost înmormântat în mănăstire, dar rămășițele sale pământești au fost mutate în 1856 într-un mausoleu construit în apropierea Mănăstirii Cetinje. Scriitorul sârb Dositej Obradović a locuit câteva luni la mănăstire atunci când a vizitat zona golfului Kotor în 1764.
În anii 1830, ca urmare a presiunii împăratului Austriei care invoca motive militar-strategice, mitropolitul Petar al II-lea Petrović-Njegoš a fost nevoit să vândă mănăstirile Podmaine și Stanjevići, împreună cu moșiile lor, către Imperiul Austriac. Mănăstirea Podmaine a fost cedată, împreună cu toate bunurile sale, la 12 octombrie 1837 în schimbul sumei de 17.000 de florini de argint, iar Mănăstirea Stanjevići a fost predată în 1839.
Njegoš a scris o parte a operei sale literare la Mănăstirea Podmaine, inclusiv unele părți ale poemului său dramatic Coroana munților.

## Pictura mănăstirii

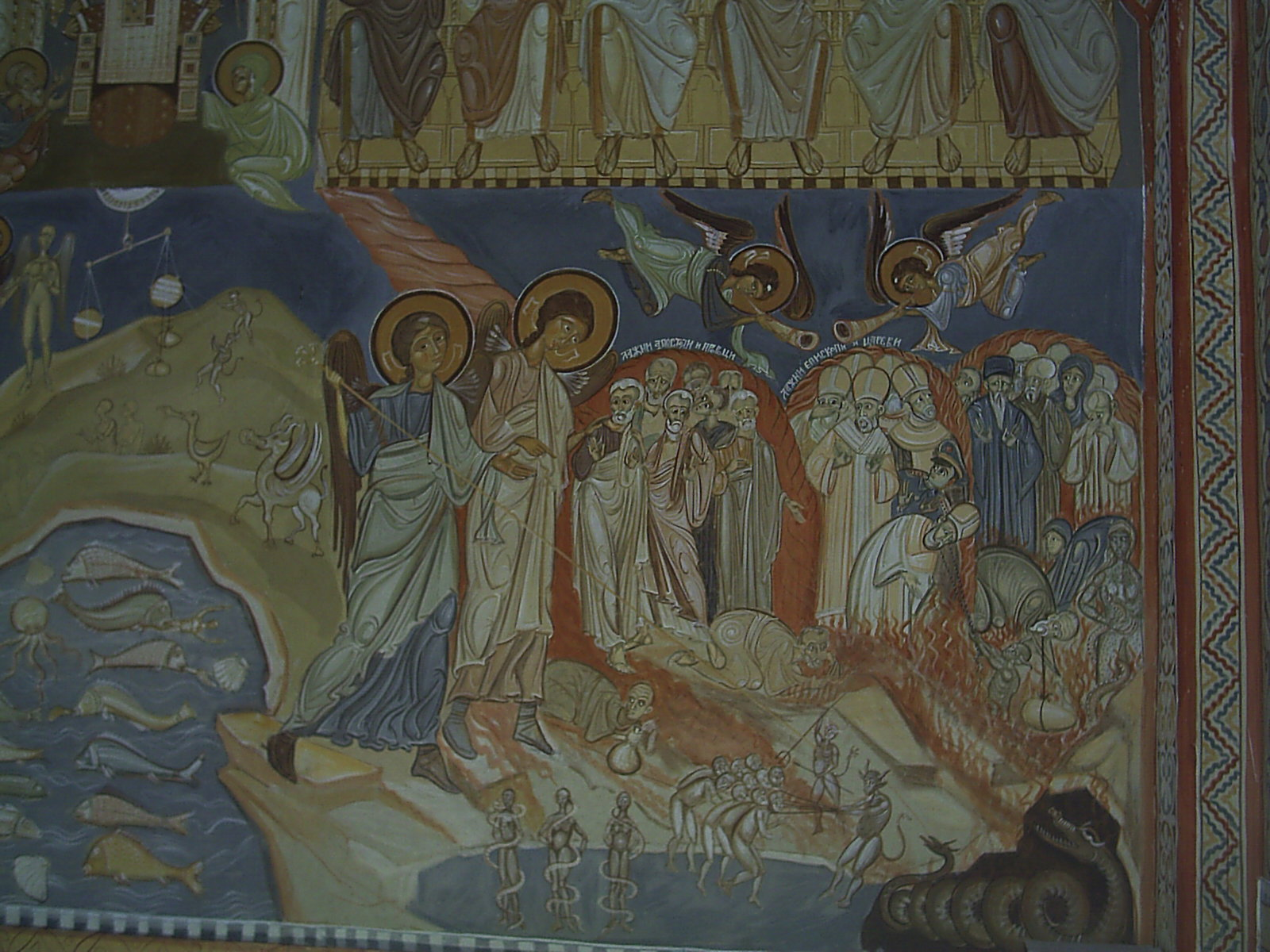
Fresca modernă a Judecății de Apoi

Icoanele de pe catapeteasma Bisericii „Sf. Petka” au fost realizate de pictorul grec Nicholaos (Nicola) Aspioti din Corfu, iar frescele murale interioare au fost pictate de artistul Rafail Dimitrijević din Risan în 1747. Mănăstirea a ars în anul 1869. Cutremurul din 1979 a cauzat pagube semnificative mănăstirii, iar complexul mănăstiresc a fost complet reconstruit în 2002 și au fost pictate noi fresce în biserica mai mică (dedicată Adormirii Maicii Domnului). Potrivit unor puncte de vedere, fresca intitulată Împărați și episcopi păcătoși (în sârbă Лажни епископи и цареви) îi reprezintă pe fostul conducător iugoslav Tito și pe conducătorii Bisericii Ortodoxe Muntenegrene necanonice ca blestemați și predați diavolilor care îi aruncă în iad într-o versiune modernă a Judecății de Apoi.

## Galerie

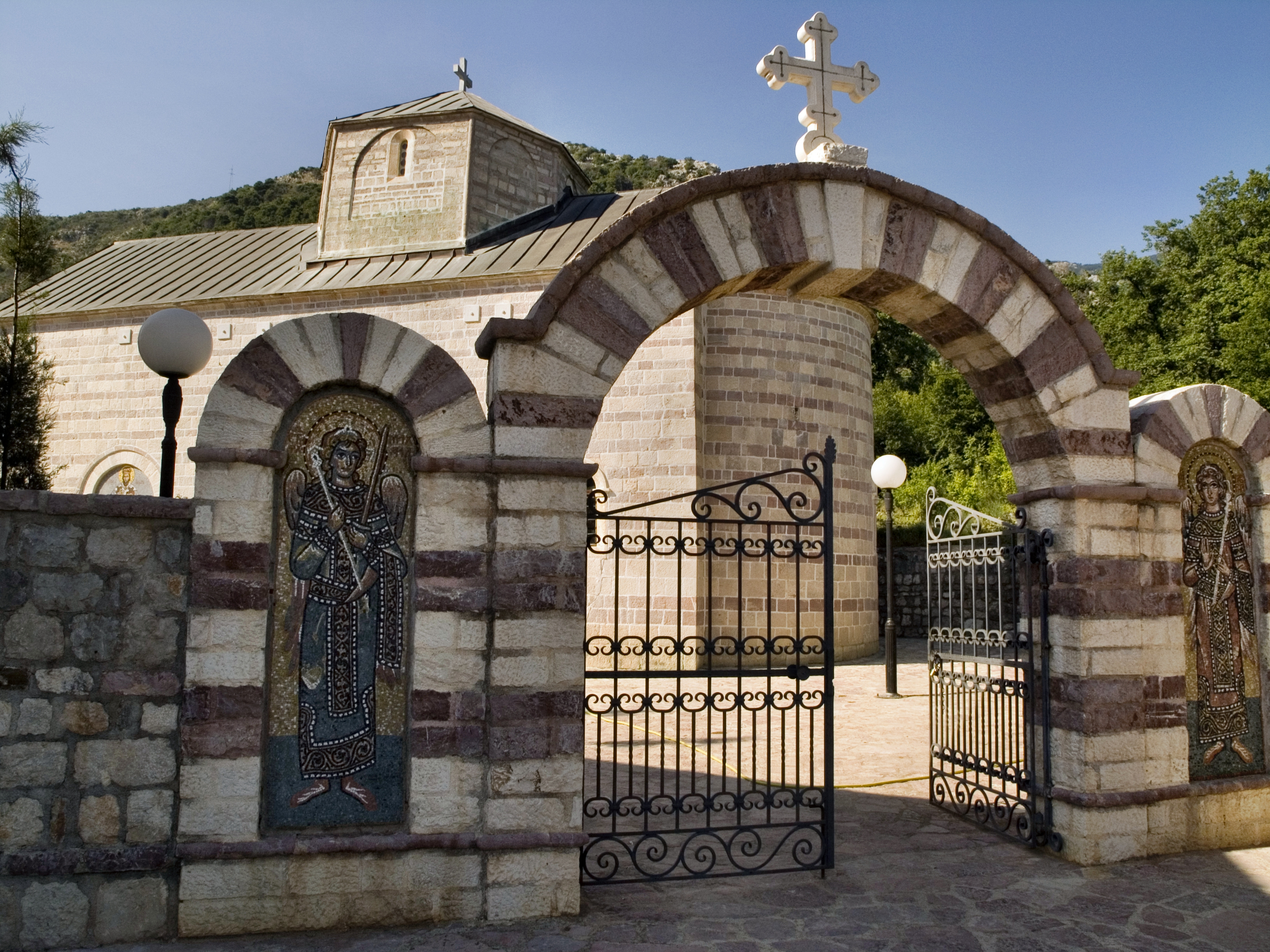
Intrarea în curtea mănăstirii
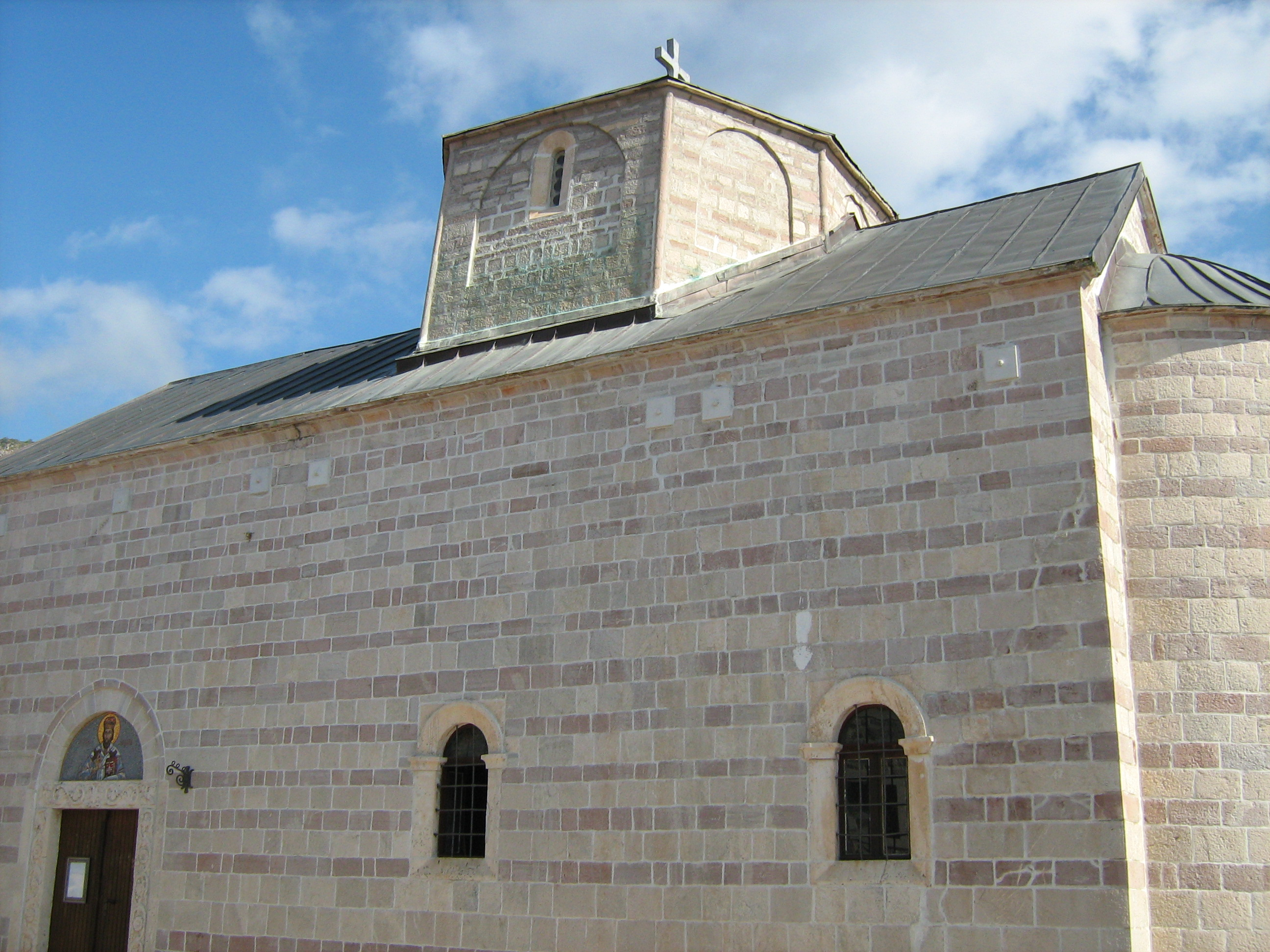
Biserica mănăstirii
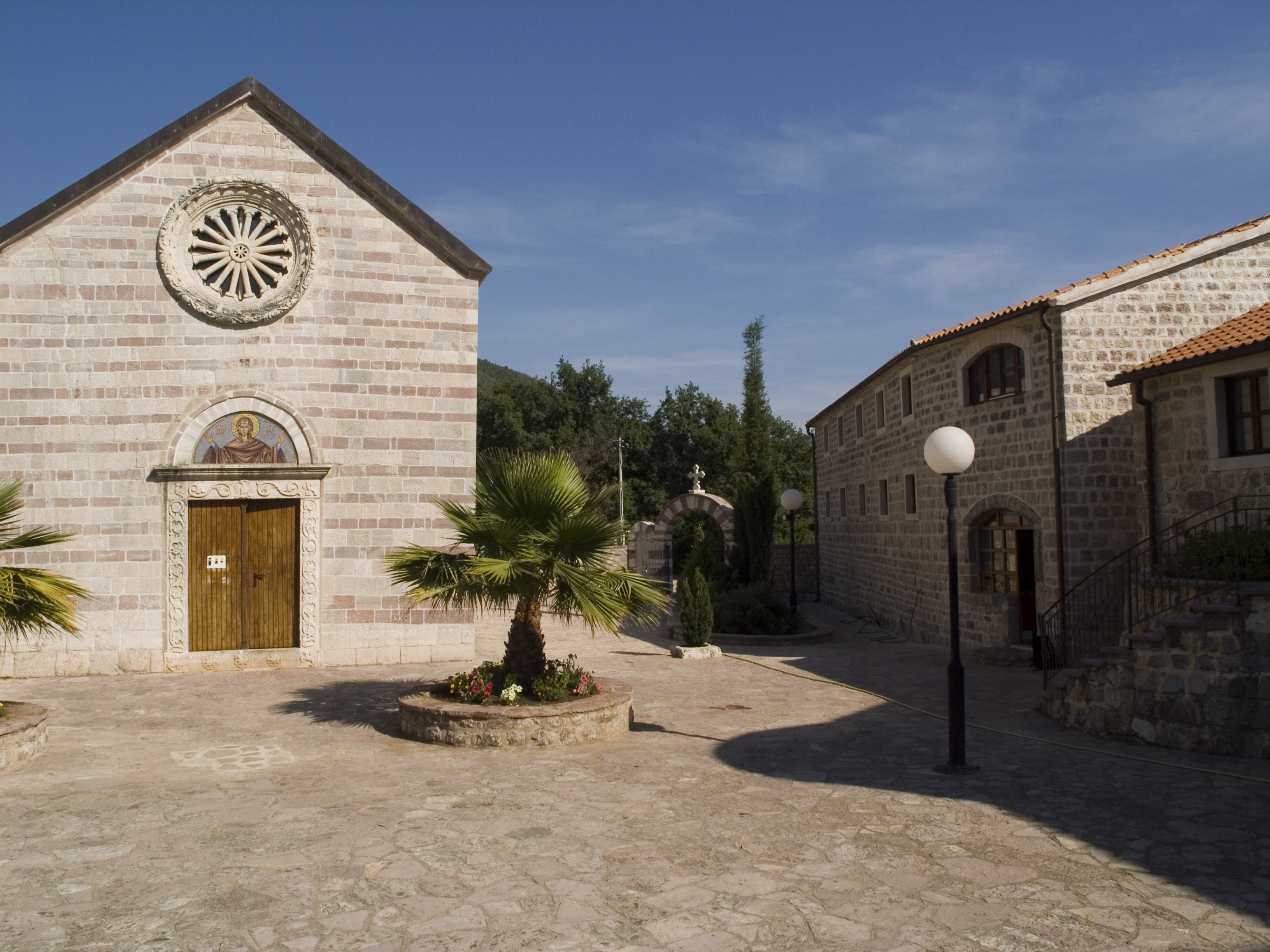
Biserica mănăstirii
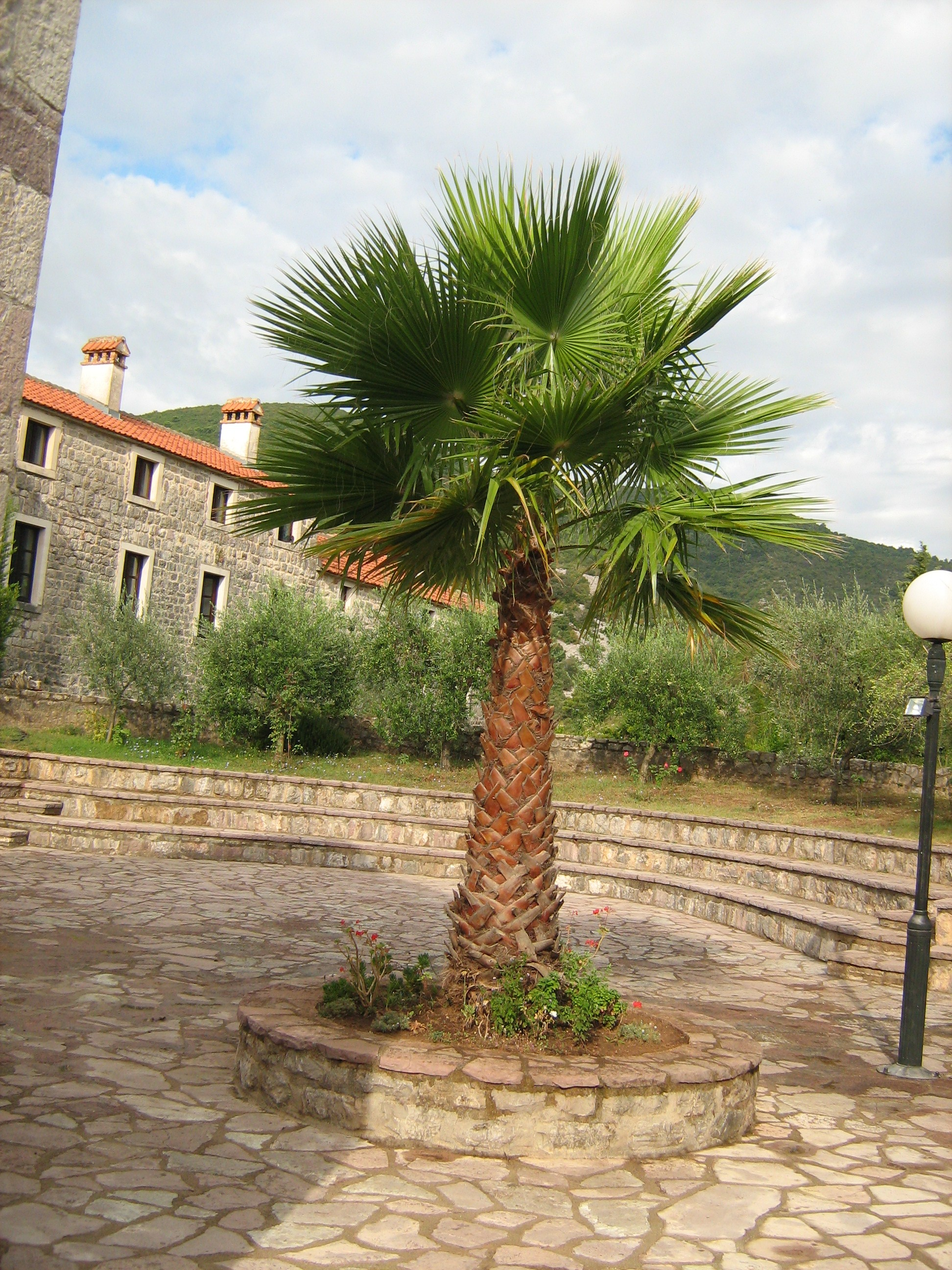
Palmier în fața bisericii
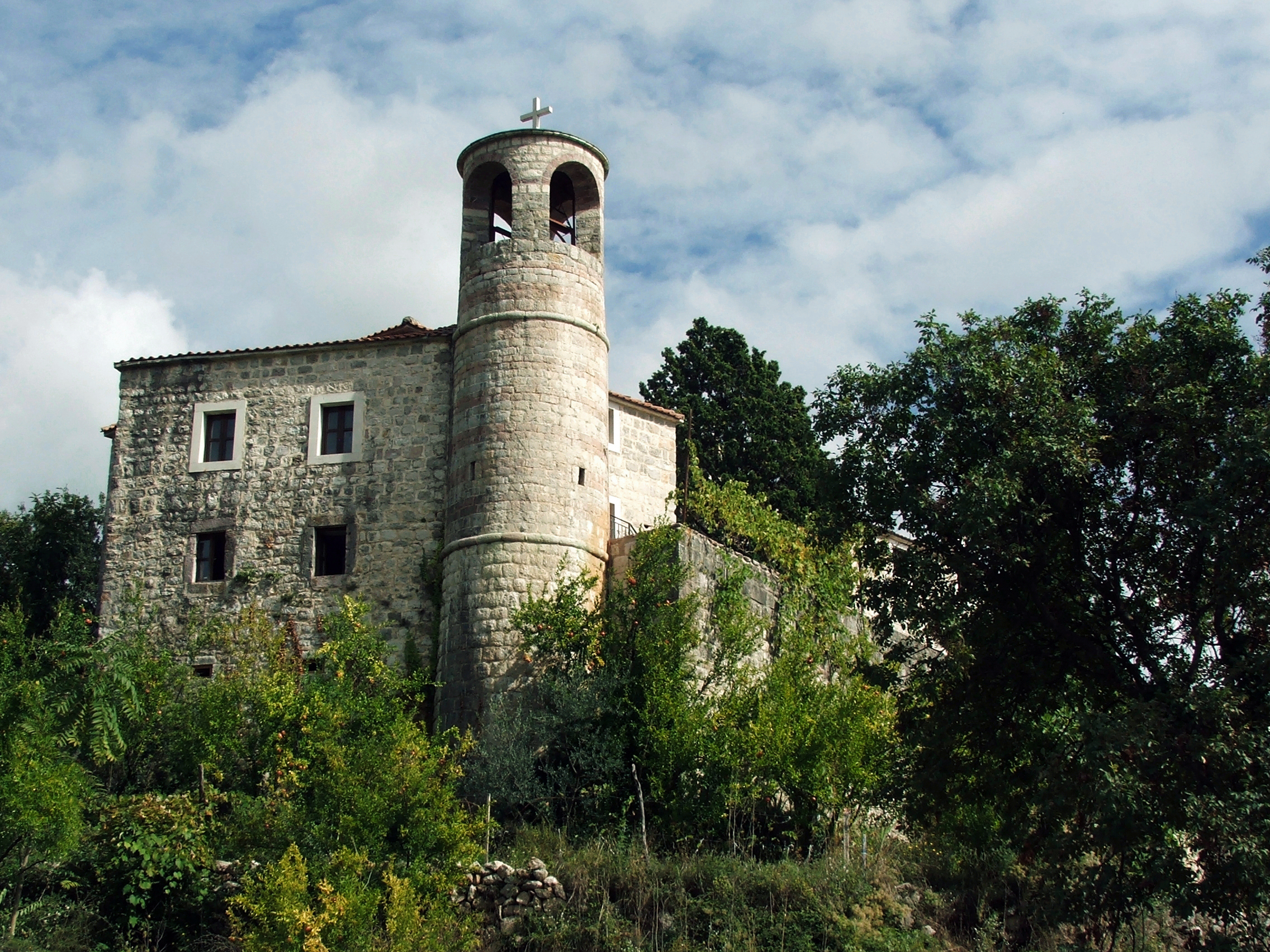
Chiliile mănăstirii
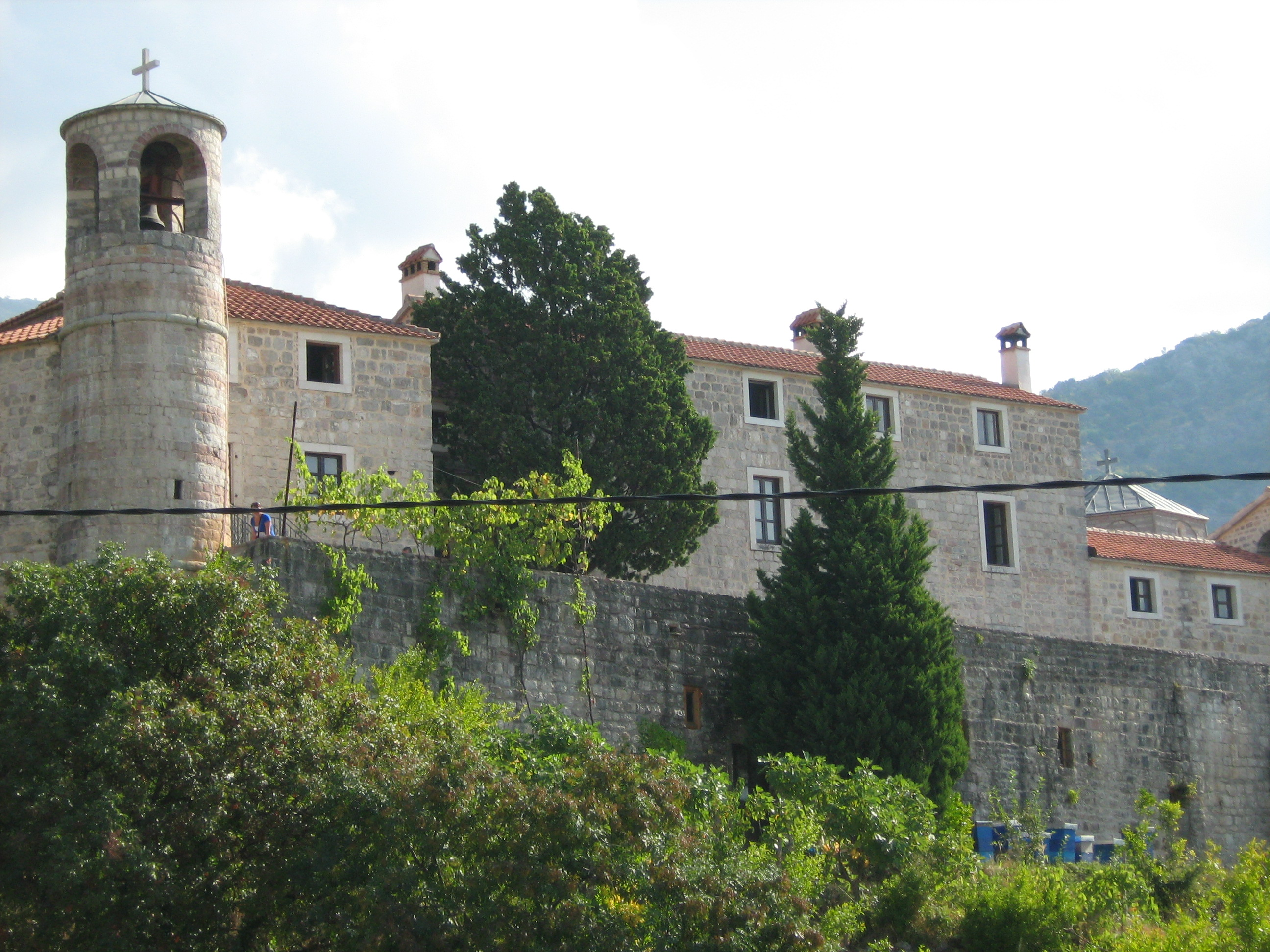
Chiliile mănăstirii
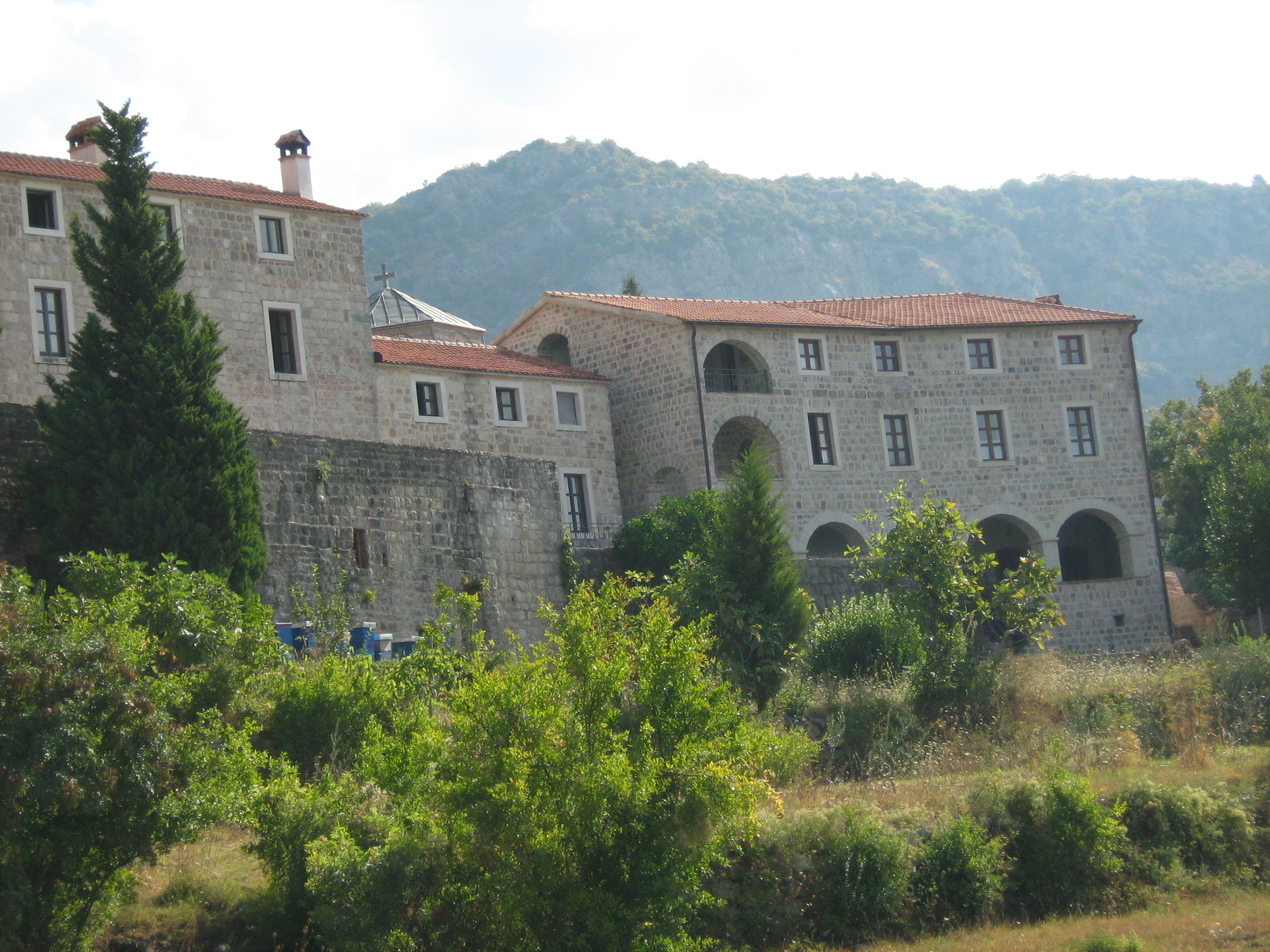
Chiliile mănăstirii
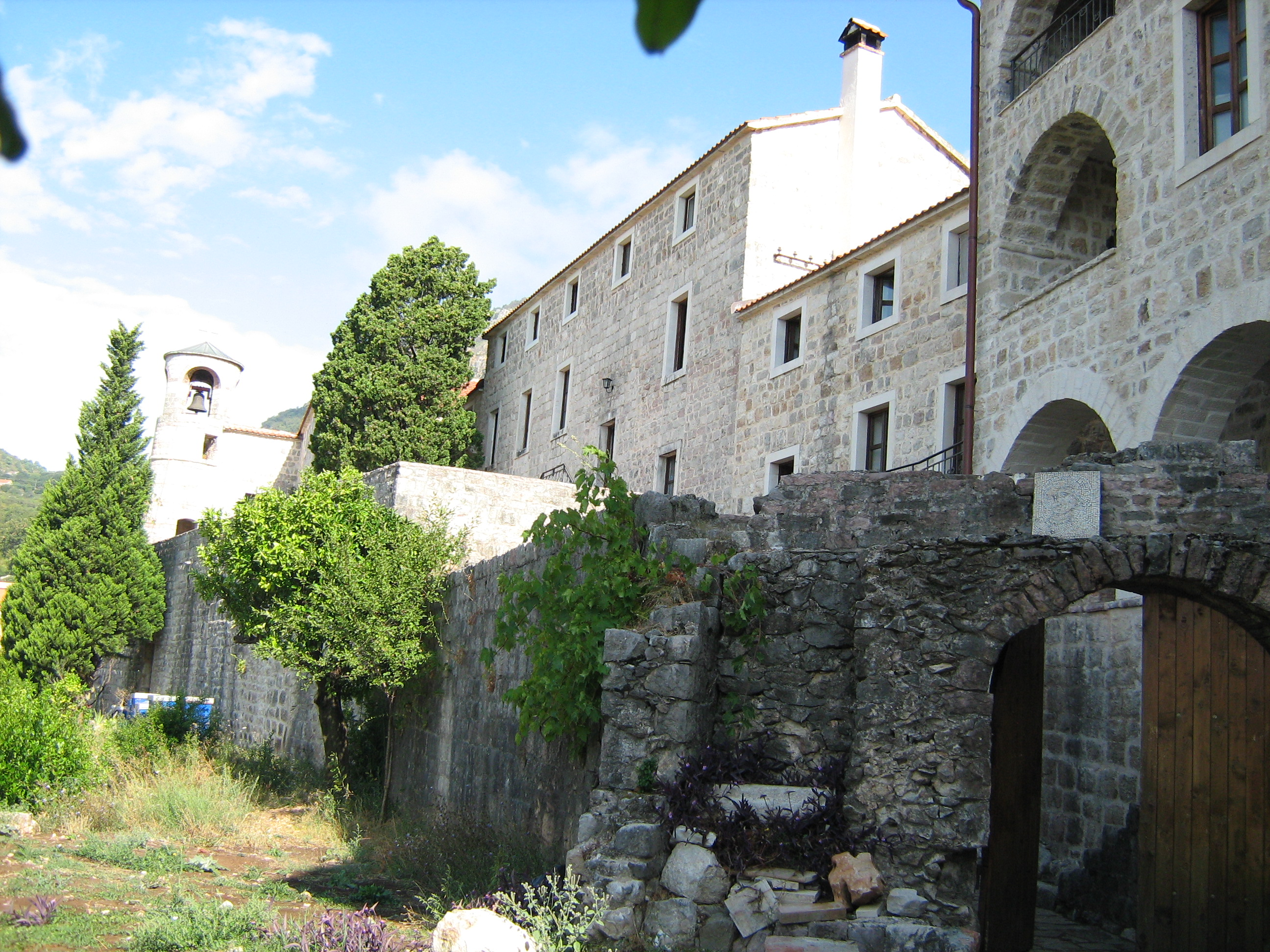
Chiliile mănăstirii
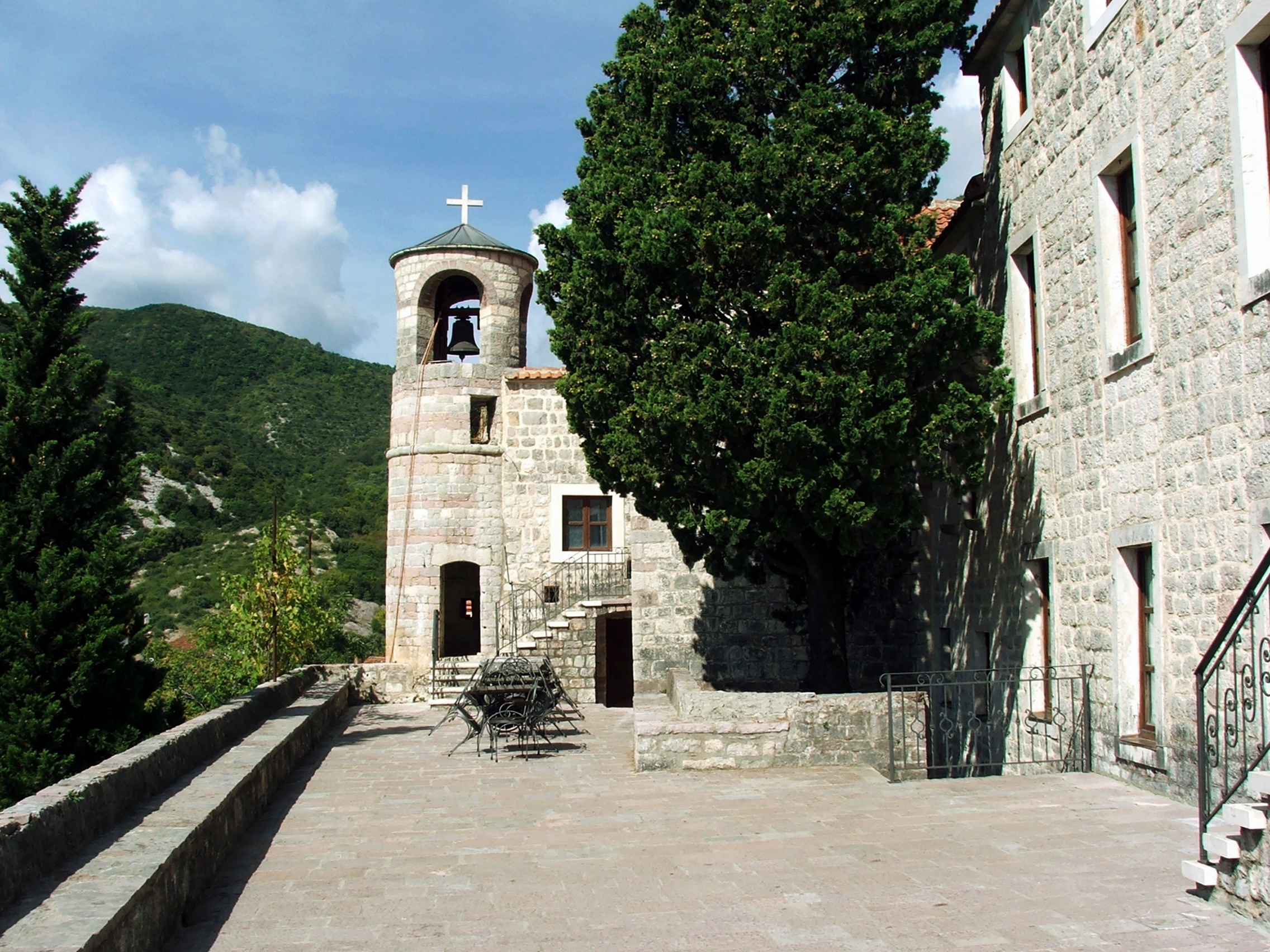
Chiliile mănăstirii